# (1623) Vivian
(1623) Vivian  ist ein Asteroid des Hauptgürtels, der am 9. August 1948 von E. L. Johnson, vom Union-Observatorium in Johannesburg aus, entdeckt wurde. 
Der Asteroid trägt den Namen der Tochter von W. P. Hirst, der die Umlaufbahn dieses sowie mehrerer anderer von Johnson entdeckter Asteroiden berechnete.